# Mixage 8
Mixage 8 (ricordata anche come Mixage '86 Inverno) è una compilation di brani musicali famosi nel 1986, pubblicata nell'inverno di quell'anno. La compilation venne pubblicata dalla Baby Records nei formati LP e MC. 

## Tracce
Lato A
1. M.C. Miker "G" & Dee Jay Sven – Holiday Rap – 4:17
2. Fahrenheit Version – Take My Breath Away (Song From The Film "Top Gun") – 3:57
3. Public Passion – Flash In The Night – 3:24
4. Juni G. – Chuckle Chuckle! (Dance Version) – 3:26
5. John Ryel – The Best Of My Love (Sigla Del Mensile "Tutto") – 3:12
6. Den Harrow – Catch The Fox (Caccia Alla Volpe) – 3:54
7. Glen White And Jane Hill – I Wanna Wake Up With You – 4:00

Durata totale: 26:10
Lato B
1. Tom Hooker – Help Me – 3:41
2. B.S.F. – Lessons In Love – 3:58
3. Kevin Johnson – Another Woman – 3:47
4. Paul Lekakis – Boom Boom (Let's Go Back To My Room) – 3:47
5. Gilbert Montagné – Petit Bonhomme – 3:23
6. Jane Hill – Everybody Needs Someone – 3:31
7. Indiana – Geronimo – 3:48

Durata totale: 25:55

## Classifiche

### Classifiche di fine anno
| Classifica (1986) | Posizione | Max Posizione |
| ----------------- | --------- | ------------- |
| Italia            |           |               |

| Classifica (1987) | Posizione | Max Posizione |
| ----------------- | --------- | ------------- |
| Italia            |           |               |